# 2025年世界运动会武术比赛
2025年世界运动会武术比赛是2025年世界运动会的一个项目，于2025年8月8日-12日在中国成都市高新区高新体育中心综合馆举行。这是武术项目首次成为世界运动会正式比赛项目，本届世界运动会武术共设置套路和散打两个分项，每个分项男女分别设有6个小项，共产生12枚金牌。

## 资格赛
每个项目共有8名运动员获得参赛资格。在套路项目中，6名运动员来自2023年世界武术锦标赛，1个名额来自2024年世界运动会系列赛，2个名额来自外卡。散打的全部资格来源于2023年世锦赛。

## 奖牌榜
*   主办国家/地区（中国）
| 排名                      | 国家 / 地区               | 金牌 | 銀牌 | 銅牌 | 总计 |
| ------------------------- | ------------------------- | ---- | ---- | ---- | ---- |
| 1                         | 中国*                     | 5    | 1    | 0    | 6    |
| 2                         | 伊朗                      | 2    | 1    | 1    | 4    |
| 3                         | 中国香港                  | 2    | 1    | 0    | 3    |
| 4                         | 马来西亚                  | 1    | 1    | 1    | 3    |
| 5                         | 埃及                      | 1    | 0    | 1    | 2    |
| 6                         | 韩国                      | 1    | 0    | 0    | 1    |
| 7                         | 越南                      | 0    | 2    | 1    | 3    |
| 8                         | 新加坡                    | 0    | 1    | 3    | 4    |
| 9                         | 日本                      | 0    | 1    | 1    | 2    |
| 10                        | 汶莱                      | 0    | 1    | 0    | 1    |
| 10                        | 印度尼西亚                | 0    | 1    | 0    | 1    |
| 10                        | 印度                      | 0    | 1    | 0    | 1    |
| 10                        |                           | 0    | 1    | 0    | 1    |
| 14                        | 中华台北                  | 0    | 0    | 2    | 2    |
| 15                        | 西班牙                    | 0    | 0    | 1    | 1    |
| 15                        | 菲律宾                    | 0    | 0    | 1    | 1    |
| 总计（共16个国家 / 地区） | 总计（共16个国家 / 地区） | 12   | 12   | 12   | 36   |

## 奖牌得主

### 套路
| 项目                 | 金牌                            | 银牌                                     | 铜牌                     |
| 男子长拳刀术棍术全能 | 高久尚 · 中国（CHN）            | 塞拉夫·纳罗·西里格尔 · 印度尼西亚（INA） | 林思韦 · 新加坡（SGP）   |
| 男子南拳南棍全能     | Shahin Banitalebi · 伊朗（IRI） | 穆罕默德·阿迪·萨利欣 · 汶莱（BRU）       | 刘菖闵 · 中华台北（TPE） |
| 男子太极拳太极剑全能 | 杨颂熹 · 中国香港（HKG）        | 荒谷友碩 · 日本（JPN）                   | 郑宇轩 · 新加坡（SGP）   |
| 女子长拳剑术枪术全能 | 沈曉榆 · 中国香港（HKG）        | 彭牬尔 · 马来西亚（MAS）                 | 貴田菜之花 · 日本（JPN） |
| 女子南拳南刀全能     | 陈昌敏 · 马来西亚（MAS）        | 达里娅·拉蒂舍娃 · （UZB）                | 王雪苓 · 新加坡（SGP）   |
| 女子太极拳太极剑全能 | 卢卓灵 · 中国（CHN）            | 罗芝宁 · 新加坡（SGP）                   | 陈书文 · 马来西亚（MAS） |

### 散打
| 项目         | 金牌                              | 银牌                              | 铜牌                              |
| 男子56公斤级 | 唐思硕 · 中国（CHN）              | Đỗ Huy Hoàng · 越南（VIE）        | Carlos Baylon Jr. · 菲律宾（PHI） |
| 男子70公斤级 | Song Gi-cheol · 韩国（KOR）       | 张溢霖 · 中国香港（HKG）          | 张焕宜 · 中华台北（TPE）          |
| 男子85公斤级 | Alhussein Wahdan · 埃及（EGY）    | Mohammad Reza Rigi · 伊朗（IRI）  | André Fandiño · 西班牙（ESP）     |
| 女子52公斤级 | 陈梦粤 · 中国（CHN）              | Namrata Batra · 印度（IND）       | Thị Phương Nga · 越南（VIE）      |
| 女子60公斤级 | 李志勤 · 中国（CHN）              | Nguyễn Thị Thu Thuỷ · 越南（VIE） | Soheila Mansourian · 伊朗（IRI）  |
| 女子70公斤级 | Yasaman Bagherzadeh · 伊朗（IRI） | 朱海兰 · 中国（CHN）              | Menaalla Aly · 埃及（EGY）        |

## 参赛代表团
- 阿根廷（2）
- （1）
- 阿塞拜疆（1）
- 比利时（1）
- 百慕大（1）
- 巴西（4）
- 汶莱（4）
- 加拿大（2）
- 中国（6）
- 中华台北（6）
- 哥伦比亚（1）
- 科特迪瓦（1）
- 埃及（2）
- 法国（2）
- 德国（1）
- 英国（1）
- 中国香港（4）
- 印度（3）
- 印度尼西亚（6）
- 伊朗（4）
- 意大利（4）
- 日本（5）
- （1）
- 黎巴嫩（2）
- 马来西亚（4）
- 墨西哥（1）
- 菲律宾（3）
- 葡萄牙（1）
- 新加坡（6）
- 韩国（3）
- 西班牙（2）
- 瑞士（3）
- （1）
- 土耳其（1）
- 乌克兰（2）
- 美国（1）
- （2）
- 越南（7）